# Ruf aus Dresden

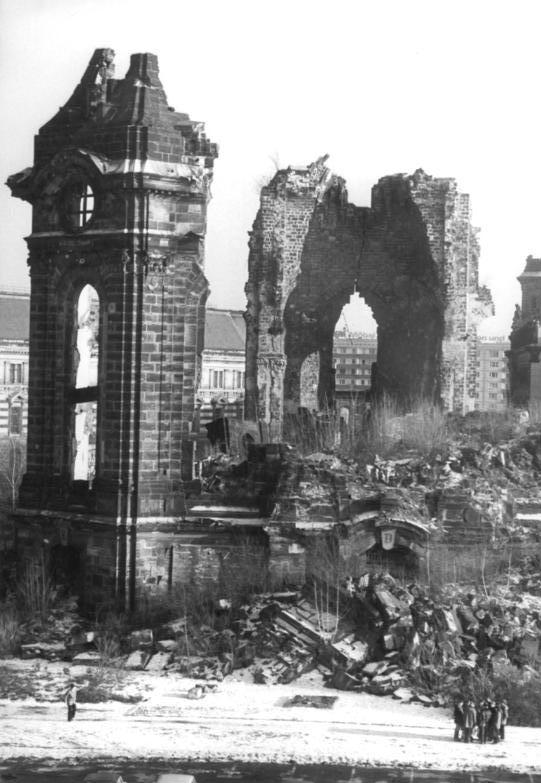
Ruine der Dresdner Frauenkirche 1985

Der Ruf aus Dresden ist der Titel der am 12. bzw. 13. Februar 1990 – 45 Jahre nach dem Luftangriff auf Dresden – von der Bürgerbewegung Bürgerinitiative für den Aufbau der Frauenkirche veröffentlichten Schrift, in der um weltweite Unterstützung beim Wiederaufbau der Dresdner Frauenkirche gebeten wird.

## Vorgeschichte
Bereits kurz nach Ende des Zweiten Weltkriegs wurden Rufe nach dem Wiederaufbau der zerstörten Frauenkirche laut. Da weder die Landeskirche noch die Stadt Dresden über die nötigen finanziellen Mittel, Technik und Bauarbeiter verfügten, um einen Wiederaufbau zu bewerkstelligen, rief die Evangelisch-Lutherische Landeskirche Sachsens eine Spendenaktion ins Leben, die einen Aufbau finanziell ermöglichen sollte. Erste Untersuchungen einer möglichen Rekonstruktion fanden statt, wurden jedoch in der späteren DDR nicht fortgesetzt. Im Jahr 1966 wurde die Ruine von der DDR offiziell zum Mahnmal gegen den Krieg ernannt.
Erst im Zuge der politischen Wende und friedlichen Revolution in der DDR 1989/1990 wurde der Wiederaufbau der Frauenkirche zu einer realen Möglichkeit. Am Reformationstag 1989 schrieb der Zahnarzt Günter Voigt einen offenen Brief an 40 Persönlichkeiten Dresdens und Deutschlands, in dem er anregte, die Frauenkirche als Symbol des Friedens wieder aufzubauen. Acht Angeschriebene berieten in den folgenden Tagen über eine Möglichkeit, ihr Anliegen öffentlich zu machen. Bald wuchs das Team auf 14 und später auf 22 Personen an. Sie gründeten 1989 die Bürgerinitiative für den Aufbau der Frauenkirche und gewannen den Trompeter Ludwig Güttler als prominenten Unterstützer und Sprecher. Am 12. Februar 1990, dem Vorabend des 45. Jahrestages der Zerstörung der Frauenkirche, trat die Bürgerinitiative mit dem Ruf aus Dresden vor die Presse, am Folgetag wurde er veröffentlicht.

## Inhalt
Die Schrift Ruf aus Dresden beginnt mit einer kurzen Rückschau auf die Bedeutung der Ruine der Frauenkirche für die Menschen in Dresden und der Welt. Gerade ihre Funktion als Mahnmal für den Frieden habe zahlreichen Menschen Hoffnung gegeben, dennoch drohe der Ruine der Frauenkirche der weitere Verfall. „Ihre Sicherung und Erhaltung würde umfangreiche bauliche und finanzielle Anstrengungen erfordern.“
Da weder die Landeskirche, noch die Stadt Dresden die finanziellen Mittel besäßen, um die Frauenkirche wieder aufzubauen bzw. die Priorität angesichts vieler bestehender, aber verfallender Gebäude nicht auf dem Aufbau der Frauenkirche liegen könne, wende man sich mit dem Ruf aus Dresden bewusst an die Weltbevölkerung: „Wir rufen auf zu einer weltweiten Aktion des Wiederausbaues der Dresdner Frauenkirche zu einem christlichen Weltfriedenszentrum in neuen Europa.“ Die Gelder sollen in einer internationalen Stiftung gesammelt werden. Explizit werden die Siegermächte des Zweiten Weltkriegs aufgerufen, sich an einem Wiederaufbau der Frauenkirche zu beteiligen.

„Wir wenden uns besonders an die Staaten, die den zweiten Weltkrieg geführt haben. Es ist uns dabei schmerzlich bewußt, daß Deutschland diesen Krieg entfesselt hat. Dennoch: Wir wenden uns auch an die Siegermächte und die vielen Menschen guten Willens in den USA, in Großbritannien und in aller Welt: ermöglicht dieses europäische ‚Haus des Friedens‘ !“

Der Ruf aus Dresden endet mit den Worten: „Darum rufen wir aus Dresden um Hilfe.“ Die Erstfassung des „Rufes aus Dresden“ wurde von dem Dresdner Pfarrer Karl-Ludwig Hoch bei einer der ersten Sitzungen der „Bürgerinitiative zum Wiederaufbau der Frauenkirche Dresden“ vorgelegt.

## Unterzeichner
Die Unterzeichner des Ruf aus Dresden waren alle 22 Mitglieder der Bürgerinitiative, darunter der Musiker Ludwig Güttler, gleichzeitig Sprecher der Initiative, der Theologe Karl-Ludwig Hoch, der Physiker Manfred von Ardenne, der Kunsthistoriker Heinrich Magirius, der Denkmalpfleger Hans Nadler und der Initiator der Initiative Günter Voigt.
Weitere Unterzeichner:
- Otto Baer, Architekt
- Hans-Helmut Bickhardt, Pfarrer
- Karlheinz Blaschke, Kirchenhistoriker
- Steffen Gebhardt, Architekt
- Hans-Christian Hoch, Zahnarzt
- Hans-Joachim Jäger, Bauingenieur
- Friedrich-Wilhelm Junge, Schauspieler
- Walter Köckeritz, Architekt
- Joachim Menzhausen, Kunsthistoriker
- Heinz Miech, Kunsthändler
- Hans-Joachim Neidhardt, Kunsthistoriker
- Wolfgang Preiß, Bauingenieur
- Hermann Rühle, Bauingenieur
- Dieter Schölzel, Architekt
- Rudolf Stephan, Mikrobiologe
- Roland Zepnik, Bauingenieur

## Folgen

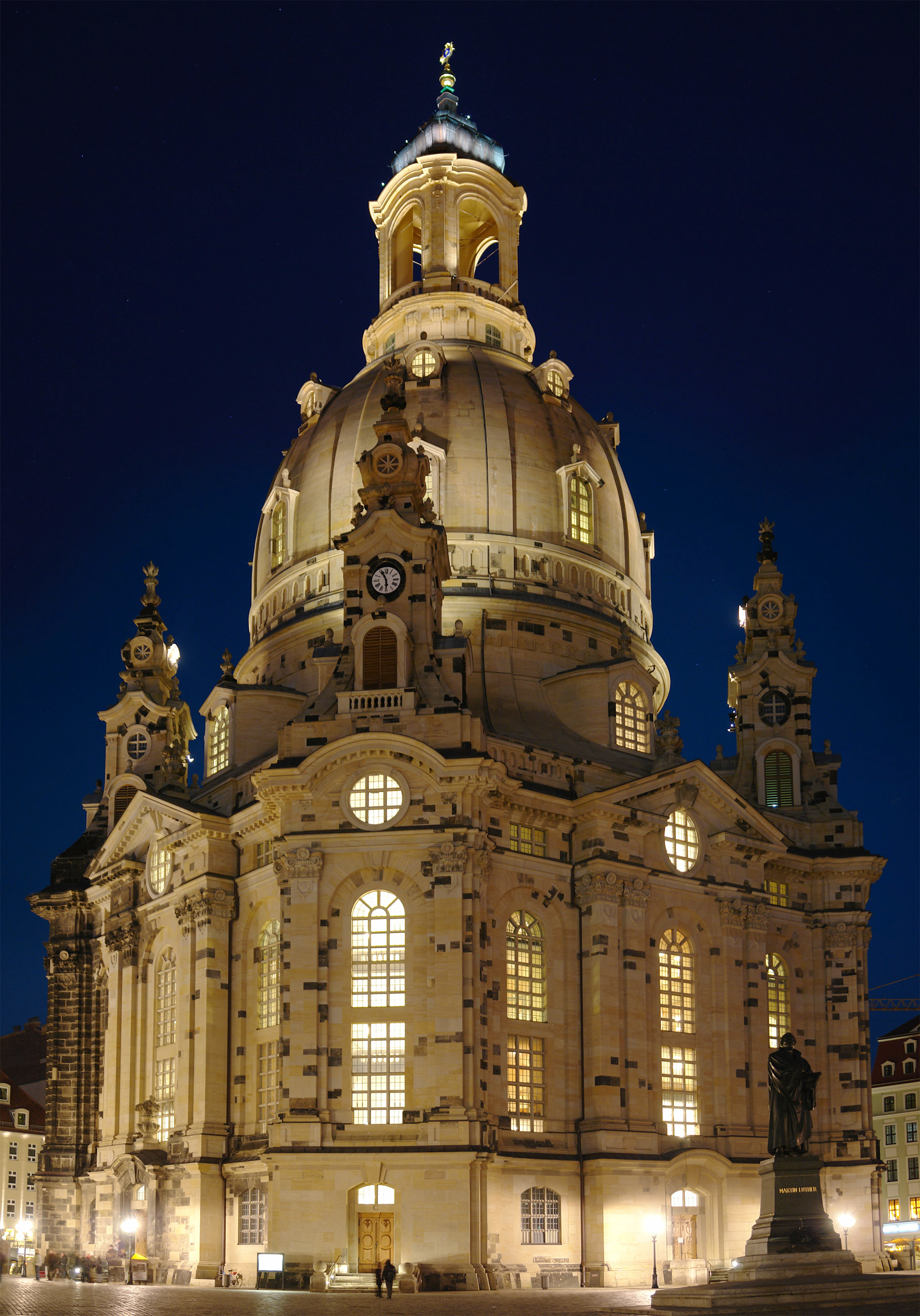
Die Dresdner Frauenkirche 2008

Die Reaktionen auf den Ruf aus Dresden waren gespalten. Vor allem die Sächsische Landeskirche wandte sich gegen einen Wiederaufbau der Frauenkirche, da sie die Ruine als Denkmal gegen den Krieg und als Mahnmal für den Frieden erhalten wissen wollte. Auch Denkmalpfleger und Kunsthistoriker richteten sich gegen einen Wiederaufbau der Frauenkirche.

„Wenn man den Apologeten des Neubaus zuhört – und den Ingenieuren, die die Fehlkonstruktion der Bährschen Kuppel längst (unsichtbar) zu vermeiden wissen –, geht es ihnen auch gar nicht mehr um die Mahnung, erst recht nicht um eine Kirche, sondern allein um eine rein ästhetische Korrektur, um die Wiederherstellung der berühmten Vedute. Eine Geschichtskorrektur.“

Die Absicht des Rufes aus Dresden, einen Aufbau durch weltweite Unterstützung zu realisieren, ging auf. In der Folgezeit gründeten sich in Deutschland zahlreiche Fördervereine, aber auch in den USA („Friends for Dresden“), in Großbritannien („Dresden Trust“), der Schweiz („Schweizer Freunde der Frauenkirche Dresden“) und Frankreich entstanden Fördervereine, die Geld für den Wiederaufbau sammelten.
Im März 1991 stimmte die Synode der Landeskirche Sachsen für eine Unterstützung des Wiederaufbaus, im folgenden Jahr beschloss die Stadt Dresden, den Wiederaufbau finanziell zu unterstützen. Zur Koordination der Spendengelder gründete sich 1991 der Verein „Stiftung Frauenkirche Dresden e. V.“ Fast zwei Drittel der Bausumme kamen bis 2005 aus Spendengeldern und durch den Verkauf von Merchandising-Produkten wie der Frauenkirchen-Uhr zusammen, das letzte Drittel übernahmen die Stadt Dresden, der Freistaat Sachsen und der Bund.
Am 30. Oktober 2005 wurde die Dresdner Frauenkirche wiedereröffnet.

## Erneuter Ruf aus Dresden
Anknüpfend an den Ruf aus Dresden veröffentlichten 2007 Bürgerinitiativen unter dem Titel Erneuter Ruf aus Dresden eine Schrift gegen die Errichtung der Waldschlößchenbrücke. Unter den Unterzeichnern waren Ludwig Güttler und der Bauleiter der Frauenkirche, Eberhard Burger. Günter Voigt wurde einer der Initiatoren der umstrittenen Tunnelvariante, die den Status des UNESCO-Welterbes des Dresdner Elbtals erhalten helfen sollte, jedoch nicht umgesetzt wurde.